# Sultão

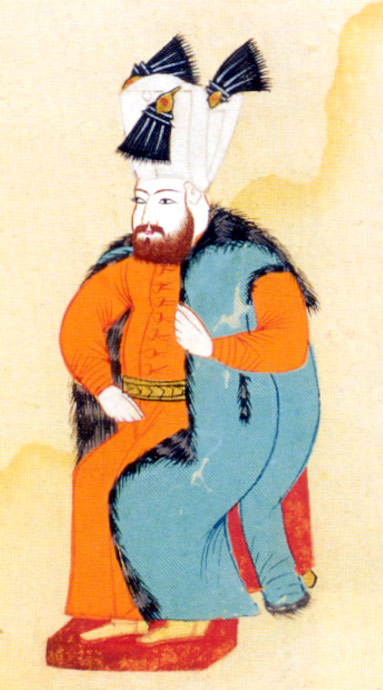
Sultão, "o Louco", miniatura otomana (Palácio de Topkapı, Istambul)

Sultão (em árabe: سلطان; romaniz.: Sulṭān) é um título islâmico com diversos significados históricos. Veio a ser usado como título de certos governantes muçulmanos que na prática reivindicavam quase total soberania (isto é, não dependiam de nenhum outro governante superior) mas que não chegavam a considerar-se califas; a posição também era usada para referir-se a um governador provincial poderoso dentro do califado, coisa que mais lembra o reino de um rei dos reis, e não um imperador. Seu adjetivo é sultânico ou sultânica; Sua família se chama família sultânica e a sua dignidade (território — sendo soberano ou não) chama-se sultanato (anti-nobiliarquia); Seu trono chama-se trono sultânico, um sultão também pode ser súdito de um imperador, mas só por anexação já que a sua natureza política não provém da nobiliarquia. Um sultão também pode ser um califa, como vários que já existiram, que acumularam esses dois tronos da antinobiliarquia, como no Império Otomano.
Originalmente, era um substantivo abstrato árabe que significava "força", "autoridade", "domínio", do termo em árabe: سلطة; romaniz.: sulṭah; "autoridade", "poder". Sultão passou a ser um título usado em alguns países islâmicos equivalente ao de rei ou monarca (embora não seja uma tradução de "rei", já que um rei propriamente dito é em árabe um maleque). Literalmente significa "aquele que detém o poder", e foi originalmente uma forma de se referir a chefes militares, geralmente turcos, que exerceram o poder de facto em territórios nominalmente governados pelo califa. Mais tarde, tornou-se um título real (o soberano).
O primeiro a levar oficialmente o título foi Mamude de Gázni, da dinastia dos gasnévidas (998–1030), que governou desde a atual cidade afegã de Gázni uns domínios que iam do Ganges até a Mesopotâmia. Depois se tornou título dos turcos das dinastias seljúcida e otomana, assim como da dinastia dos aiúbidas —a de Saladino— e a dos mamelucos, que governaram o Egito. Também foram sultões os soberanos do Magrebe: almorávidas, almóadas e outras dinastias, assim como os monarcas das taifas do Alandalus. Marrocos foi um sultanato até 1955, momento em que o sultão Maomé V mudou o título para o termo mais moderno de rei (maleque).
Atualmente os monarcas de Omã e Brunei portam este título, e, honorificamente, alguns governantes locais das Filipinas, Java ou Malásia.

## Termos relacionados
O termo sultana é empregado para designar a esposa do sultão, ou a própria soberana do sultanato (por direito próprio) suas filhas ou uma sua concubina favorita (ou que lhe deu um filho antes das outras concubinas). No Império Otomano, a mulher mais importante do harém era a mãe do sultão, tendo o título de valide sultan.
Dá-se o nome de sultanato ou sultanado (em árabe: سلطنة) à dinastia e às terras governadas pelo sultão.

## Sultanatos históricos
Talvez o mais conhecido sultanato da história seja a dinastia otomana, que governou o Império Otomano de 1281 a 1923, embora tenha sido estabelecida formalmente apenas em 1383, quando Murade I declarou-se sultão.
Outros sultanatos históricos destacam-se, como o sultanato turco seljúcida de Rum (1037–1194), de alguma forma precursor do sultanato otomano, já que os primeiros líderes otomanos eram seus vassalos, e o da dinastia aiúbida de Saladino (séculos XII-XIII).

## Sultanatos contemporâneos
Os seguintes países e territórios são governados por sultões:
- Brunei
- Região Especial de Jogjacarta (na Indonésia)
- Malásia (título de sete dos nove governantes dos estados malaios)
- Omã[4]